# Vadászok
A Vadászok (eredeti cím: Hunters) 2020 és 2023 között vetített amerikai drámasorozat, amelyet David Weil alkotott.
A sorozat producerei Jerry Kupfer, Kris Baucom, Glenn Kessler és Mark Bianculli. A főszerepben Logan Lerman, Jerrika Hinton, Lena Olin, Saul Rubinek és Carol Kane láthatók. A zeneszerzője Cristobal Tapia de Veer. A sorozat a Monkeypaw Productions, a Sonar Entertainment, a Big Indie, a Black Mass Productions, a Governor’s Court és az Amazon Studios gyártásában készült; forgalmazója az Amazon Studios.
Amerikában 2020. február 21-én mutatta be az első évadot az Amazon Prime Video. Magyarországon az Amazon Prime Video-ra került fel szinkronosan 2021. április 10-én.
2020 augusztusában megrendelték a második évadot, amelyet 2023. január 13-án mutatott be az Amazon Prime Video, ugyanezen a napon magyar szinkronnal is. 

## Cselekmény
1977-ben a New York-ban élő nácivadász csoportok rájönnek, hogy az Amerikában élő náci háborús bűnösök újabb merényletre készülnek. A vadászok versenyt futnak az idővel.

## Szereplők

### Főszereplők
| Szereplők        | Színész        | Magyar hang       |
| ---------------- | -------------- | ----------------- |
| Jonah Heidelbaum | Logan Lerman   | Czető Roland      |
| Meyer Offerman   | Al Pacino      | Fodor Tamás       |
| Ezredes          | Lena Olin      | N/A               |
| Millie Morris    | Jerrika Hinton | Bánfalvi Eszter   |
| Murray Markowitz | Saul Rubinek   | Faragó András     |
| Mindy Markowitz  | Carol Kane     | Vándor Éva        |
| Lonny Flash      | Josh Radnor    | Fesztbaum Béla    |
| Travis Leich     | Greg Austin    | Kovács Lehel      |
| Roxy Jones       | Tiffany Boone  | Nemes Takách Kata |
| Joe Mizushima    | Louis Ozawa    | Crespo Rodrigo    |
| Harriet nővér    | Kate Mulvany   | Solecki Janka     |
| Biff Simpson     | Dylan Baker    | Epres Attila      |

### Mellékszereplők
| Szereplők                   | Színész            | Magyar hang       |
| --------------------------- | ------------------ | ----------------- |
| Grimsby nyomozó             | James LeGros       | Vida Péter        |
| Sherman 'Cheeks' Johnson    | Henry Hunter Hall  | Penke Bence       |
| Arthur "Bootyhole" McGuigan | Caleb Emery        | Rada Bálint       |
| Maria                       | Julissa Bermudez   | Tarr Judit        |
| Helen Hersch                | Izabella Miko      | Sallai Nóra       |
| Carl Hersch                 | Stephen Pilkington | Karácsonyi Zoltán |

## Epizódok
| Évad | Évad | Epizódok | Eredeti sugárzás  | Eredeti sugárzás  | Eredeti adó | Magyar sugárzás   | Magyar sugárzás   | Magyar adó  |
| Évad | Évad | Epizódok | Évadpremier       | Évadfinálé        | Eredeti adó | Évadpremier       | Évadfinálé        | Magyar adó  |
| ---- | ---- | -------- | ----------------- | ----------------- | ----------- | ----------------- | ----------------- | ----------- |
|      | 1    | 10       | 2020. február 21. | 2020. február 21. | Prime Video | 2021. április 10. | 2021. április 10. | Prime Video |
|      | 2    | 8        | 2023. január 13.  | 2023. január 13.  | Prime Video | 2023. január 13.  | 2023. január 13.  | Prime Video |

### 1. évad (2020)
| Sor. | Év. | Cím                                                          | Rendező             | Író                                    | Premier                             |
| ---- | --- | ------------------------------------------------------------ | ------------------- | -------------------------------------- | ----------------------------------- |
| 1.   | 1.  | A cethal gyomrában (In the Belly of the Whale)               | Alfonso Gomez-Rejon | David Weil                             | 2020. február 21. 2021. április 10. |
| 2.   | 2.  | A gyászolók kádisa (The Mourner's Kaddish)                   | Wayne Yip           | David Weil                             | 2020. február 21. 2021. április 10. |
| 3.   | 3.  | Látomások (While Visions of Safta Danced in His Head)        | Wayne Yip           | Nikki Toscano                          | 2020. február 21. 2021. április 10. |
| 4.   | 4.  | Az ájtatos tolvajok (The Pious Thieves)                      | Nelson McCormick    | Mark Bianculli                         | 2020. február 21. 2021. április 10. |
| 5.   | 5.  | Sötétben minden madár fekete (At Night, All Birds are Black) | Dennie Gordon       | David J. Rosen                         | 2020. február 21. 2021. április 10. |
| 6.   | 6.  | (Ruth 1:16) ((Ruth 1:16))                                    | Millicent Shelton   | Zakiyyah Alexander                     | 2020. február 21. 2021. április 10. |
| 7.   | 7.  | Shalom poraidra (Shalom Motherf***er)                        | Nelson McCormick    | Eduardo Javier Canto és Ryan Maldonado | 2020. február 21. 2021. április 10. |
| 8.   | 8.  | A zsidó kérdés (The Jewish Question)                         | Michael Uppendahl   | David Weil és Charley Casler           | 2020. február 21. 2021. április 10. |
| 9.   | 9.  | A nagy 77-es árjaszüret (The Great Ole Nazi Cookout of '77)  | Nelson McCormick    | Nikki Toscano                          | 2020. február 21. 2021. április 10. |
| 10.  | 10. | Ez is és az is (Eilu v' Eilu)                                | Michael Uppendahl   | David Weil                             | 2020. február 21. 2021. április 10. |

### 2. évad (2023)
| Sor. | Év. | Cím                                                                                            | Rendező            | Író                                         | Premier          |
| ---- | --- | ---------------------------------------------------------------------------------------------- | ------------------ | ------------------------------------------- | ---------------- |
| 11.  | 1.  | Van Glooten napja 1972 Az év vajszobrásza (Van Glooten's Day 1972 Butter Sculptor of the Year) | Phil Abraham       | David Weil                                  | 2023. január 13. |
| 12.  | 2.  | Buenos Aires (Buenos Aires)                                                                    | Phil Abraham       | David Weil és David J. Rosen                | 2023. január 13. |
| 13.  | 3.  | Kacsa. Fürj. Liba. Varjú. (Duck. Quail. Goose. Crow.)                                          | Sam Taylor-Johnson | David J. Rosen                              | 2023. január 13. |
| 14.  | 4.  | A viteldíj (The Fare)                                                                          | Phil Abraham       | David J. Rosen & Daria Polatin & David Weil | 2023. január 13. |
| 15.  | 5.  | Rokoni szálak (Blutsbande)                                                                     | Tiffany Johnson    | Tatiana Suarez-Pico                         | 2023. január 13. |
| 16.  | 6.  | Csak a halottak (Only the Dead)                                                                | Phil Abraham       | Haley Z. Boston & Tori Sampson              | 2023. január 13. |
| 17.  | 7.  | Az otthon (The Home)                                                                           | David Weil         | David Weil                                  | 2023. január 13. |
| 18.  | 8.  | Adolf Hitler pere (The Trial of Adolf Hitler)                                                  | Phil Abraham       | David Weil & Charley Casler                 | 2023. január 13. |